# Xarxa de carreteres d'Azerbaidjan
Les carreteres a Azerbaidjan són la principal xarxa de transport a país. La longitud total de la xarxa de carretera és aproximadament 29,000 km.

## Autovia a Azerbaidjan

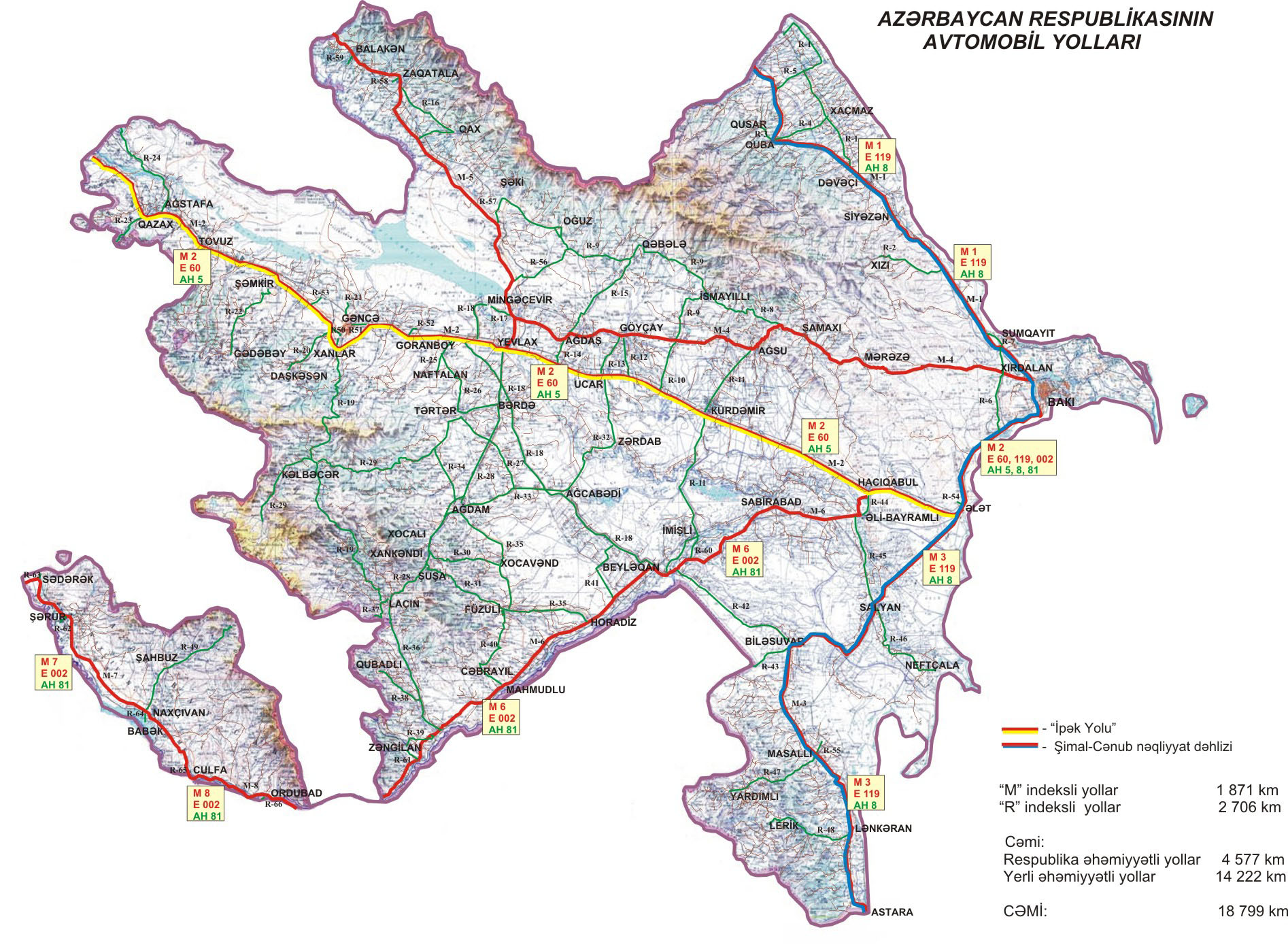
La xarxa de carreteres de l'Azerbaidjan

La xarxa viària és 4 carrils d'ample i és illuminated a totes les ciutats. El senyal de carretera a Azerbaidjan és blau i les ubicacions es mostren en majúscules. Les carreteres principals al país són:
| Identificador | Denominació | Itinerari                                                            | Longitud |
| ------------- | ----------- | -------------------------------------------------------------------- | -------- |
|               | R1          | Qəndob – Xaçmaz – Xudat – Yalama – Rússia                            | 88 km    |
|               | R2          | Giləzi – Xızı                                                        | 31 km    |
|               | R3          | Quba – Qusar                                                         | 12 km    |
|               | R4          | Quba – Xaçmaz                                                        | 22 km    |
|               | R5          | Qusar – Xudat                                                        | 29 km    |
|               | R6          | Hacı Zeynalabdin – Sahil                                             | 40 km    |
|               | R7          | Hacı Zeynalabdin – Sumqayıt                                          | 18 km    |
|               | R8          | Muğanlı – İsmayıllı                                                  | 40 km    |
|               | R9          | Qaraməryəm – İsmayıllı – Şəki – Oğuz                                 | 158 km   |
|               | R10         | Qaraməryəm – Müsüslü                                                 | 22 km    |
|               | R11         | Ağsu – Kürdəmir – İmişli – Bəhramtəpə                                | 113 km   |
|               | R12         | Göyçay – Bərgüşad                                                    | 18 km    |
|               | R13         | Göyçay – Ucar                                                        | 20 km    |
|               | R14         | Ağdaş – Ləki                                                         | 10 km    |
|               | R15         | Ağdaş – Zarağan                                                      | 45 km    |
|               | R16         | Qorağan – Qax – Zaqatala                                             | 43 km    |
|               | R17         | Xaldan – Mingəçevir                                                  | 13 km    |
|               | R18         | Mingəçevir – Mingəçevir Centre d'Energia Hidroelèctrica – Bəhramtəpə | 166 km   |
|               | R19         | Gəncə – Kəlbəcər – Laçın                                             | 200 km   |
|               | R20         | Gəncə – Daşkəsən                                                     | 38 km    |
|               | R21         | Gəncə – Samux                                                        | 8 km     |
|               | R22         | Şəmkir – Gədəbəy                                                     | 45 km    |
|               | R23         | Qazax – Uzuntala – Armènia (tancat)                                  | 14 km    |
|               | R24         | Ağstafa – Poylu – Geòrgia                                            | 54 km    |
|               | R25         | Goranboy – Naftalan                                                  | 18 km    |
|               | R26         | Goranboy – Tərtər                                                    | 35 km    |
|               | R27         | Tərtər – Hindarx                                                     | 41 km    |
|               | R28         | Yevlax – Xocalı – Laçın – Xankəndi – Şuşa                            | 154 km   |
|               | R29         | Bərdə – İstisu – Kəlbəcər                                            | 164 km   |
|               | R30         | Xankəndi – Xocavənd                                                  | 42 km    |
|               | R31         | Şuşa – Füzuli                                                        | 53 km    |
|               | R32         | Ucar – Zərdab – Ağcabədi                                             | 76 km    |
|               | R33         | Ağdam – Hindarx – Ağcabədi                                           | 48 km    |
|               | R34         | Ağdam – Ağdərə                                                       | 26 km    |
|               | R35         | Ağdam – Füzuli – Horadiz – Xocavənd                                  | 94 km    |
|               | R36         | Laçın – Həkəri                                                       | 83 km    |
|               | R37         | Laçın – Zabux – Armènia (tancat)                                     | 23 km    |
|               | R38         | Qubadlı – Xanlıq                                                     | 16 km    |
|               | R39         | Həkəri – Zəngilan                                                    | 23 km    |
|               | R40         | Füzuli – Cəbrayıl – Mahmudlu                                         | 46 km    |
|               | R41         | Yuxarı Qarabağ Kanalı – Beyləqan – Daşburun                          | 32 km    |
|               | R42         | Bəhramtəpə – Biləsuvar                                               | 62 km    |
|               | R43         | Biləsuvar – Iran                                                     | 19 km    |
|               | R44         | Hacıqabul – Şirvan                                                   | 11 km    |
|               | R45         | Şirvan – Noxudlu – Salyan                                            | 43 km    |
|               | R46         | Salyan – Neftçala                                                    | 40 km    |
|               | R47         | Masallı – Yardımlı                                                   | 53 km    |
|               | R48         | Lənkəran – Lerik                                                     | 55 km    |
|               | R49         | Naxçıvan – Şahbuz – Armènia (tancat)                                 | 65 km    |
|               | R50         | M2 (371 km) – Aeroport de Gəncə                                      | 11 km    |
|               | R51         | M2 (336 km) – Gəncə                                                  | 8 km     |
|               | R52         | M2 (317 km) – estació de tren “Kürəkçay”                             | 5 km     |
|               | R53         | M2 (376 km) – estació de tren “Alabaşlı”                             | 8 km     |
|               | R54         | M2 (70 km) – estació de tren “Ələt”                                  | 5 km     |
|               | R55         | M3 (220 km) – estació de tren “Masallı”                              | 5 km     |
|               | R56         | M5 (17 km) – Kərimli                                                 | 31 km    |
|               | R57         | M5 (46 km) – Şəki                                                    | 12 km    |
|               | R58         | M5 (128 km) – estació de tren “Zaqatala”                             | 9 km     |
|               | R59         | M5 (150 km) – estació de tren “Balakən”                              | 2 km     |
|               | R60         | M6 (94 km) – İmişli                                                  | 7 km     |
|               | R61         | M6 (250 km) – Zəngilan                                               | 11 km    |
|               | R62         | M7 (58 km) – Şərur                                                   | 4 km     |
|               | R63         | M7 (80 km) – Sədərək                                                 | 8 km     |
|               | R64         | M8 (3 km) – Babək                                                    | 3 km     |
|               | R65         | M8 (44 km) – Culfa                                                   | 2 km     |
|               | R66         | M8 (75 km) – estació de tren “Ordubad”                               | 5 km     |

## Autopistes
La xarxa de carreteres d'Azerbaidjan consisteix en vuit autopistes , quatre dels quals (M1 a M4) comencen de la capital, Bakú i altres dues autopistes (M7 i M8) de la República Autònoma de Nakhtxivan. L'eix més important és la M2 que creua el país en adreça oest-est.
| Identificador | Designació | Itinerari                                                                            | Longitud | Identificador internacional |
| ------------- | ---------- | ------------------------------------------------------------------------------------ | -------- | --------------------------- |
|               | M1         | Bakú – Abşeron – Sumqayıt – Xızı – Siyəzən – Şabran – Quba – Qusar – Xaçmaz – Rússia | 205 km   |                             |
|               | M2         | Bakú – Tovuz – Georgia                                                               | 507 km   |                             |
|               | M3         | Ələt – Salyan – Lənkəran – Astara – Iran (Astara (Iran))                             | 311 km   |                             |
|               | M4         | Bakú – Şamaxı – Ağsu – Göyçay – Ağdaş                                                | 253 km   |                             |
|               | M5         | Yevlax – Şəki – Zaqatala – Balakən                                                   | 184 km   |                             |
|               | M6         | Hacıqabul – Şirvan – Bəhramtəpə – Horadiz – Zəngilan – Armènia (tancat)              | 290 km   |                             |
|               | M7         | Naxçıvan – Babək – Kangarli – Şərur – Sədərək – Turquia                              | 81 km    |                             |
|               | M8         | Culfa - Ordubad – Armènia (tancat)                                                   | 89 km    |                             |